# 杜家客棧
杜家客棧位於四川省南充市閬中市，文物遺址年代判定為清代。2007年6月1日公佈為四川省第七批文物保護單位。